# Mark I Fire Control Computer

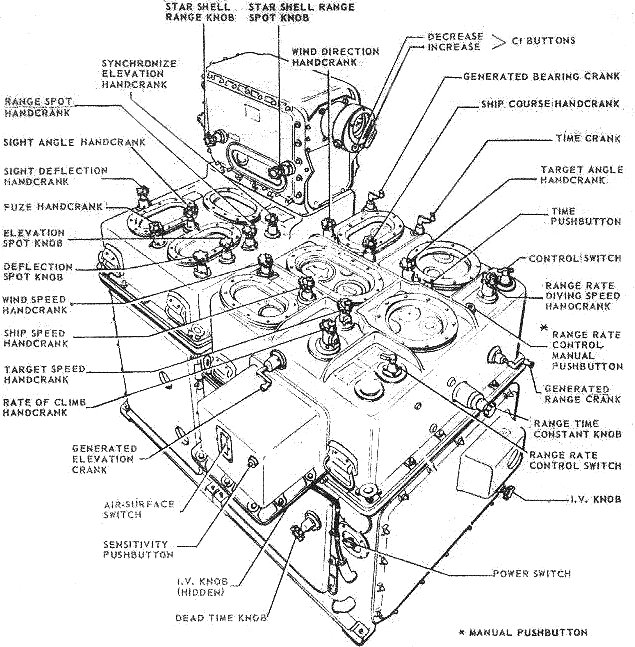
Mark 1A Computer

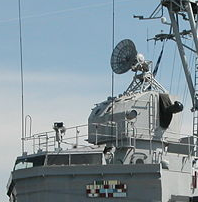
Stazione di controllo del tiro Mk 37 sul ponte del caccia USS Cassin Young dotata del radar AN/SPG-25

Il Mark 1, per esteso Mark 1A, Fire Control Computer (computer per il controllo del tiro o centrale di tiro) era la parte principale del sistema di tiro  Mark 37 Gun Fire Control System (sistema di tiro mod. 37) sviluppato dalla marina statunitense durante la seconda guerra mondiale e, rimasto in servizio fino al 1991. Fu sviluppato da Hannibal C. Ford of della Ford Instrument Company. insieme a William Newell. Fu installato sulle navi statunitensi, dal 1918, per il controllo delle batterie principali, da i cacciatorpediniere (un sistema installato per nave) fino alle navi da battaglia (quattro unità installate per nave). Il Mark 37 utilizzava un sistema tacheometrico per la predizione della posizione del bersaglio in modo da fornire soluzioni di tiro in tempo reale alle batterie della nave. Le soluzioni di tiro venivano via, via corrette dall'ingresso dei dati di tiro osservati.

## Descrizione
Pesando più di 3 000 libbre (1 400 kg), era installato nella centrale comunicazioni, al di sotto del ponte corazzato per proteggerlo dai danni da battaglia.
Si trattava, sostanzialmente di un calcolatore elettromeccanico che era collegato elettricamente alle batterie principali e alla stazione di tiro Mark 37, che era posta sopra la torre di comando per garantire il massimo raggio di orizzonte al radar ed ai telemetri. 
Utilizzando i telemetri e un apparecchio di punteria generale per traguardare il bersaglio e stabilire la sua distanza e quota, la stazione di tiro Mark 37 era in grado di trasmettere in continuo un'ampia varietà di dati del bersaglio alla centrale di tiro Mark 1 attraverso dei sincromotori. 
I dati ricevuti venivano integrati dalla centrale di tiro a quelli forniti da una piattaforma inerziale giroscopica che permetteva di tenere conto del beccheggio e rollio della nave e ai dati del solcometro che forniva la velocità della nave, inoltre un anemometro forniva la velocità e direzione del vento.
Nella centrale di tiro venivano immessi anche i dati necessari per calcolare la velocità alla volata dei cannoni, calcolata in base alla quantità e temperatura del propellente usato, il peso ed il tipo di proiettile ed alla vita delle singole canne. 
Con questi dati, la centrale di tiro Mark I calcolava la soluzione di tiro per il bersaglio nel tempo di arrivo dei proietti sullo stesso, applicando automaticamente le correzioni per il vento, l'effetto Magnus, e la parallasse tra le varie bocche di fuoco della batteria.
I dati venivano trasmessi alle torrette tramite sincromotori che azionavano degli attuatori ellettro-idraulici che, a loro volta, agivano sulle valvole idrauliche del movimento di alzo e rotazione delle torrette.

## Storia
H.C. Ford, dopo aver lavorato alla Sperry nello sviluppo della copia del sistema di controllo di tiro sviluppato da Arthur Pollen (13 settembre 1866 – 28 gennaio 1937), fondò, nel 1914, la sua società per produrre la prima centrale di tiro della marina statunitense, selezionata dalla marina dopo i test sulla USS Texas nel 1916, per poi essere adottata ufficialmente su tutte le navi nel 1918.
La centrale di Ford, pur essendo molto simile all'Argo Clock di Pollen, aveva notevoli miglioramenti, sia dal punto di vista meccanico che della logica di utilizzo, separando la rappresentazione della nave propria da quella del bersaglio e integrando un sistema per la valutazione degli errori. La causa per violazione dei brevetti di Pollen, portata avanti dall'ingegnere di Pollen, Harold Isherwood, fu insabbiata dalle autorità come condizione per gli accordi lend-lease all'inizio della seconda guerra mondiale.